# География Санкт-Петербурга

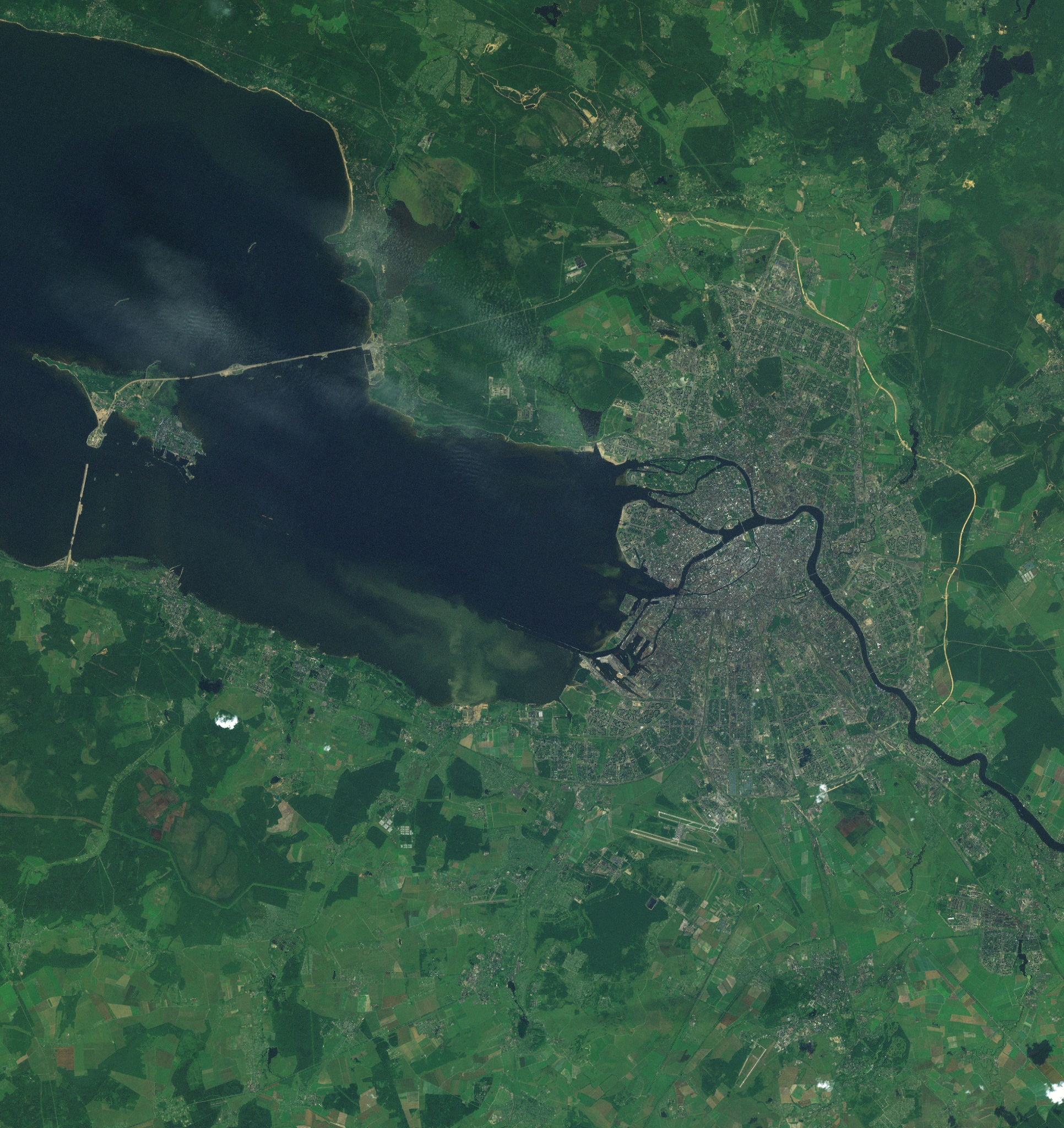
Вид города из космоса, ~ 50 км

Санкт-Петербург является самым северным из городов мира с населением свыше миллиона человек. Город расположен на северо-западе России, в пределах Приневской низменности, на прилегающем к устью реки Невы побережье Невской губы Финского залива и на многочисленных островах Невской дельты. Площадь территории города — 1439 км², из них территория высокоплотной, почти сплошной застройки составляет 650 км².

## Географическое положение
Непосредственно город (без учёта пригородов) расположен между 59°56′19″ пн. ш. (Авиагородок). Протяжённость Петербурга в административных границах: с севера на юг в пределах КАД — 32 км (за пределами КАД — 52 км), с северо-запада на юго-восток за пределами КАД,— около 90 км. Таким образом, географический центр Санкт-Петербурга находится в Финском заливе.
Координаты исторического центра — 59°57′ с. ш. 30°19′ в. д.. Эта же широта проходит через южное побережье Аляски и Гренландии, город Вологда, Магадан на Дальнем Востоке и столицу Норвегии Осло. На этой же долготе расположены города Киев, Одесса, Каир, Хартум, Претория. Город расположен на северо-западе Российской Федерации, в пределах Приневской низменности. Высота над уровнем моря города: для центральных районов — 1—5 м, периферийных районов (север) — 5—30 м, периферийных районов (юг и юго-запад) — 5—22 м. Самое высокое место в черте города — район Красного Села (70—110 м) с Вороньей горой (176 м).
Высокоширотным положением города объясняется явление белых ночей. В период, близкий ко дню летнего солнцестояния, Солнце в полночь опускается ниже горизонта всего на 6,5°, поэтому вечерняя заря практически сходится с утренней, и почти всю ночь длятся гражданские сумерки. Определение белых ночей условно. Считается, что в Петербурге они продолжаются с 11 июня по 2 июля, но если учесть период, в течение которого в полночь не наблюдаются астрономические сумерки, то белые ночи на широте Петербурга длятся с 12 мая по 31 июля.

## Рельеф
Почти вся территория Санкт-Петербурга расположена на плоской низкой равнине, имеющей множество древних морских террас. Одна из наиболее известных — Литориновая, начинающаяся в районе станции метро «Автово» и протянувшаяся вдоль проспекта Стачек и всего Петергофского шоссе. Называется по названию Литоринового моря, существовавшего на месте современной Балтики около 7,5—4 тысяч лет назад. В пределах города терраса сильно изменена человеком, пронизана улицами с интенсивным движением.
Средняя высота центра города над уровнем моря 5 м. Северные районы имеют высоту от 1 (болота Юнтоловского заказника) до 40 м (Поклонная гора). Южные районы — от 5 до 18 м. И только в южных и кое-где в северных пригородах средняя высота рельефа составляет 50-60 м. Наивысшая точка в границах города находится на Дудергофских высотах и составляет 176 м. Самая низкая сухопутная точка находится в Кронштадте — Доковый бассейн со среднегодовой отметкой уровня воды в 11,4 м ниже нуля Кронштадтского футштока.

## Геологическое строение и полезные ископаемые
В палеозое 300—400 миллионов лет назад вся эта территория была покрыта морями. Осадочные отложения того времени — песчаники, пески, глины, известняки — покрывают мощной толщей (свыше 200 метров) кристаллический фундамент, состоящий из гранитов, гнейсов и диабазов. Современный рельеф образовался в результате деятельности ледникового покрова (последнее Валдайское оледенение было 12 тысяч лет назад). После отступания ледника образовалось Литориновое море, уровень которого был на 7—9 м выше современного. 4 тысячи лет назад море отступило и образовалась долина реки Невы. Долина сложена озёрно-ледниковыми и пост-ледниковыми отложениями. Последние 2,5 тысячи лет рельеф почти не менялся.

## Климат
Климат Петербурга умеренный, переходный от умеренно континентального к умеренно-морскому. Такой тип климата объясняется географическим положением и атмосферной циркуляцией характерной для Ленинградской области. Это обуславливается сравнительно небольшим количеством поступающего на земную поверхность и в атмосферу солнечного тепла.
Из-за небольшого количества солнечного тепла влага испаряется медленно. Суммарный приток солнечной радиации здесь в 1,5 раза меньше, чем на юге Украины, и вдвое меньше, чем в Средней Азии. За год в Санкт-Петербурге бывает в среднем 62 солнечных дня. Поэтому, на протяжении большей части года преобладают дни с облачной, пасмурной погодой, рассеянным освещением. Продолжительность дня в Санкт-Петербурге меняется от 5 часов 51 минуты 22 декабря до 18 часов 50 минут 22 июня. В городе наблюдаются так называемые Белые ночи, наступающие 25—26 мая, когда солнце опускается за горизонт не более чем на 9°, и вечерние сумерки практически сливаются с утренними. Заканчиваются белые ночи 16—17 июля. В общей сложности продолжительность белых ночей более 50 дней. Годовая амплитуда сумм прямой солнечной радиации на горизонтальную поверхность при ясном небе от 25 МДж/м² в декабре до 686 МДж/м² в июне. Облачность уменьшает в среднем за год приход суммарной солнечной радиации на 21 %, а прямой солнечной радиации на 60 %. Среднегодовая суммарная радиация 3156 МДж/м². Число часов солнечного сияния — 1628 в год.
Для города характерна частая смена воздушных масс, обусловленная в значительной степени циклонической деятельностью. Летом преобладают западные и северо-западные ветры, зимой западные и юго-западные.
Петербургские метеостанции располагают данными с 1722 года. Самая высокая температура, отмеченная в Санкт-Петербурге за весь период наблюдений, +37,1 °C, а самая низкая −35,9 °C.
| Показатель                    | Янв.  | Фев.  | Март  | Апр.  | Май  | Июнь | Июль | Авг. | Сен. | Окт.  | Нояб. | Дек.  | Год   |
| ----------------------------- | ----- | ----- | ----- | ----- | ---- | ---- | ---- | ---- | ---- | ----- | ----- | ----- | ----- |
| Абсолютный максимум, °C       | 8,6   | 10,2  | 14,9  | 25,3  | 30,9 | 34,6 | 35,3 | 37,1 | 30,4 | 21,0  | 12,3  | 10,9  | 37,1  |
| Средний суточный максимум, °C | −3,6  | −3,3  | 1,8   | 8,5   | 15,6 | 20,2 | 22,2 | 20,2 | 14,4 | 8,1   | 1,8   | −1,7  | 8,8   |
| Средняя температура, °C       | −6,1  | −6    | −1,4  | 4,4   | 10,9 | 15,8 | 18,1 | 16,4 | 11,0 | 5,6   | −0,1  | −3,9  | 5,4   |
| Средний суточный минимум, °C  | −8,8  | −8,8  | −4,2  | 1,0   | 6,6  | 11,8 | 14,4 | 13,0 | 8,1  | 3,4   | −2,1  | −6,4  | 2,4   |
| Абсолютный минимум, °C        | −35,9 | −35,2 | −29,9 | −21,8 | −6,6 | 0,1  | 4,9  | 1,3  | −3,1 | −12,9 | −22,2 | −34,4 | −35,9 |
| Норма осадков, мм             | 37    | 30    | 34    | 33    | 37   | 57   | 77   | 80   | 69   | 66    | 55    | 50    | 625   |
| Источник: Погода и климат     |       |       |       |       |      |      |      |      |      |       |       |       |       |

## Гидрография
Общая протяжённость всех водотоков на территории Санкт-Петербурга достигает 282 км, а их водная поверхность составляет около 7 % всей площади. За время существования Санкт-Петербурга гидрологическая сеть города претерпела существенные изменения. Строительство города в низком болотистом месте потребовало сооружения каналов и прудов для осушения. Вынутая при этом земля использовалась для повышения поверхности. В конце XIX века дельта Невы состояла из 48 рек и каналов, образующих 101 остров. С течением времени по мере строительства города многие водоёмы теряли своё первоначальное значение, загрязнялись и засыпались. В XX веке в результате засыпки каналов, проток и рукавов число островов сократилось до 42-х.
Основная водная магистраль города — река Нева, которая впадает в Невскую губу Финского залива, относящегося к Балтийскому морю. Наиболее значительны рукава дельты: Большая и Малая Нева, Большая, Средняя и Малая Невки, Фонтанка, Мойка, Екатерингофка, Крестовка, Карповка, Ждановка, Смоленка, Пряжка, Кронверкский пролив; каналы — Морской канал, Обводный канал, канал Грибоедова, Крюков канал. Основные притоки Невы в черте города: слева — Ижора, Славянка, Мурзинка, справа — Охта, Чёрная речка. Крупнейшие острова в дельте Невы: Васильевский, Петроградский, Крестовский, Декабристов; крупнейший остров в Финском заливе — Котлин. Значительная часть территории Санкт-Петербурга (острова дельты Невы, широкая полоса между Финским заливом и линией Балтийской железной дороги, левобережье до Фонтанки и др.) расположена на высотах, не превышающих 1,2—3 м над уровнем моря. Эти районы города подвержены опасности наводнений, связанных главным образом с ветровым нагоном вод в восточной части Финского залива. Катастрофический характер наводнения носили 7 (19) ноября 1824 (подъём уровня вод выше ординара на 4,21 м) и 23 сентября 1924 (3,69 м). В момент наводнения 1924 года было затоплено около 70 км² территории города. За трёхсотлетнюю историю Петербурга было зарегистрировано по разным источникам около 300 наводнений.
Через водные объекты города перекинуто около 800 мостов (не считая мостов на территориях промышленных предприятий), в том числе 218 пешеходных. Собственно городских мостов 342, остальные в пригородах (Кронштадт — 5, Пушкин — 54, Петергоф — 51, Павловск — 16, Ломоносов — 7); из них 22 моста — разводные. Самый длинный мост — Большой Обуховский (вантовый) мост через Неву (полная длина мостового перехода — 2824 метров), самый широкий мост — Синий мост на реке Мойке (99,5 м).

## Почвы, растительность и животный мир
Зелёные насаждения Санкт-Петербурга и пригородов вместе с водной поверхностью занимают около 40 % городской территории (по данным 2002 года). К 2000 году на 1 жителя города приходилось около 65 м² насаждений. Общая площадь зелёных насаждений превышает 31 тысячу га, в их числе 68 парков, 166 садов, 730 скверов, 232 бульвара, 750 озеленённых улиц. Парки города расположены в различных ландшафтных условиях: на нижней и верхней террасах побережья Финского залива (парки Стрельны, Петергофа и Ломоносова), моренной равнине (парки города Пушкина), камовых холмах (Шуваловский парк, Осиновая Роща). Основу ряда парков составляют естественные леса, до сих пор сохранившие свой породный состав (Сосновка, Удельный парк). Многие парки созданные в послевоенные годы, разбиты на территории      где древесная растительность фактически отсутствовала (Московский парк Победы, Приморский парк Победы). На окраинах города сохранились лесные массивы, оставшиеся от подзоны южной тайги: Юнтоловский заказник, Ржевский лесопарк, лесные островки вдоль реки Охты, Таллинского шоссе, между рекой Невой и железной дорогой на Москву.

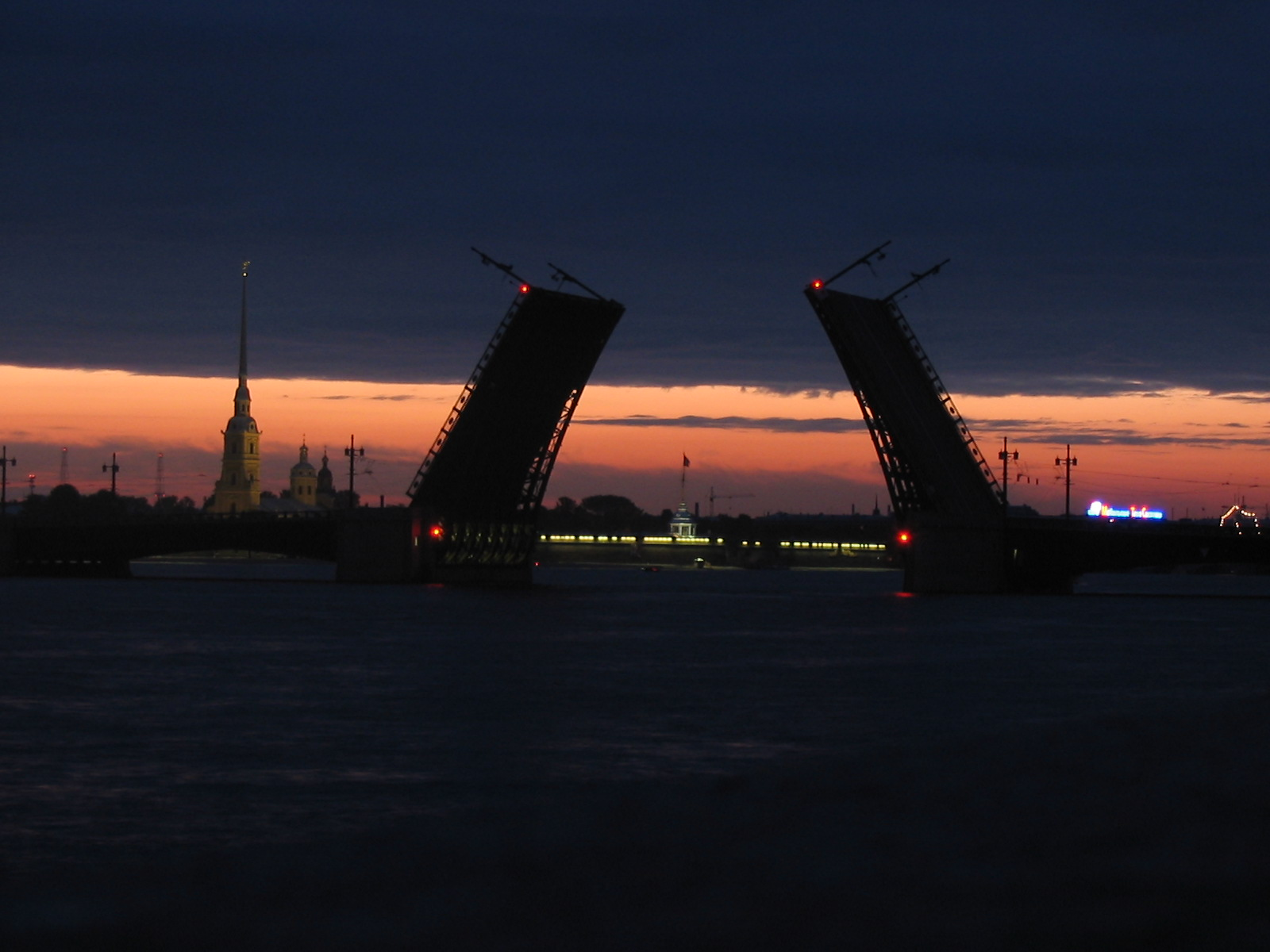
Дворцовый мост. Белая ночь
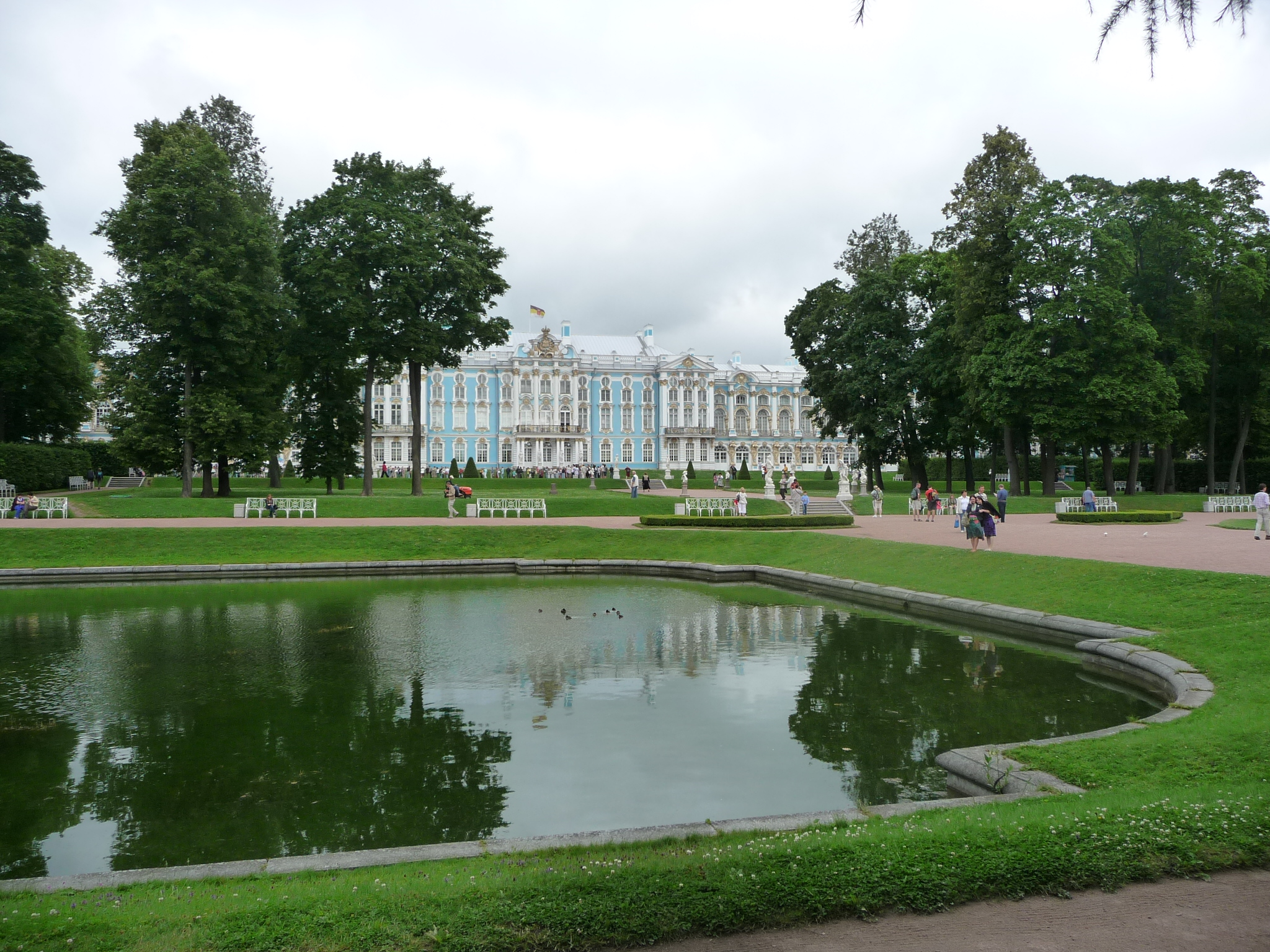
Екатерининский парк в Царском Селе
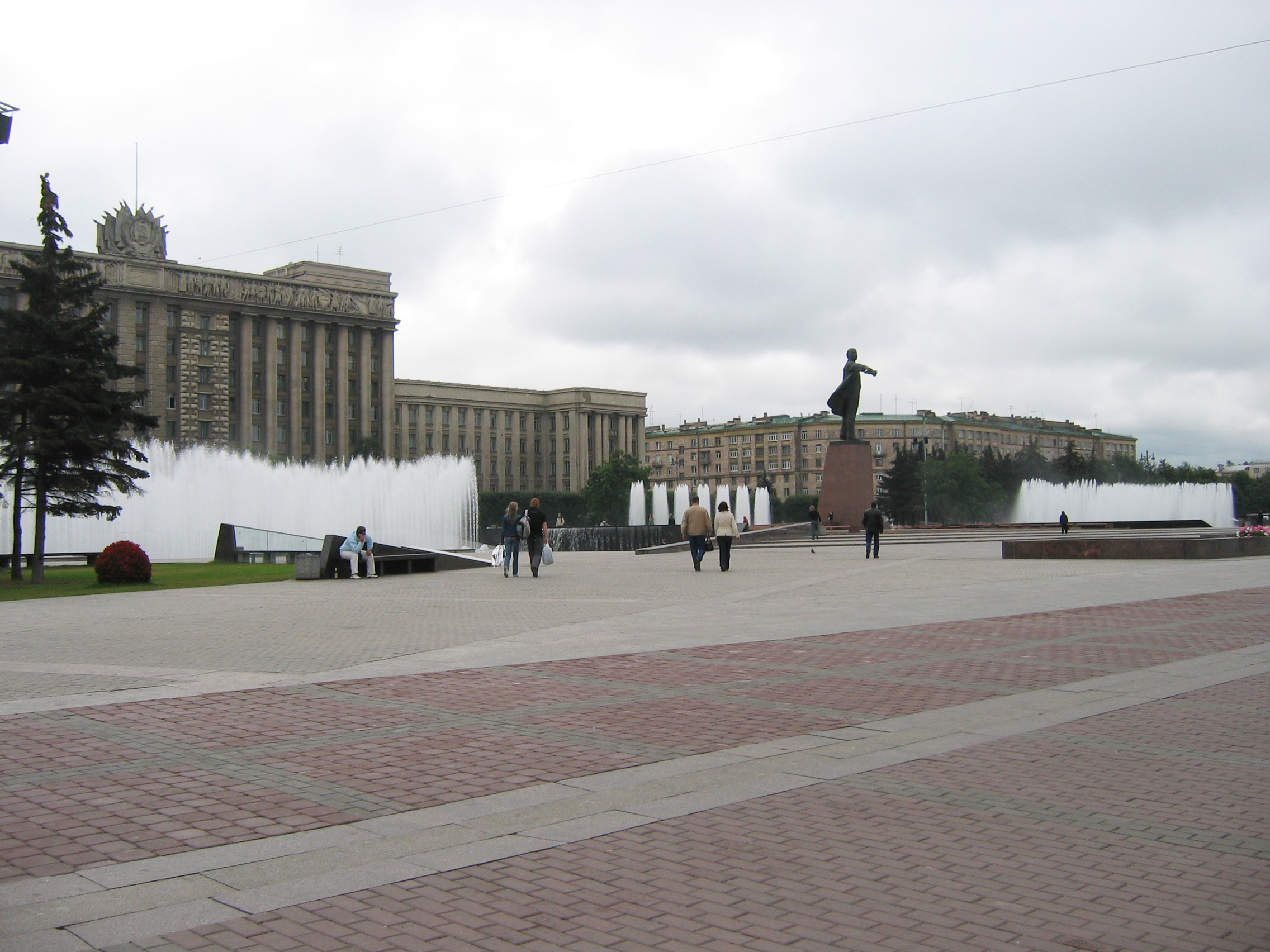
Московская площадь
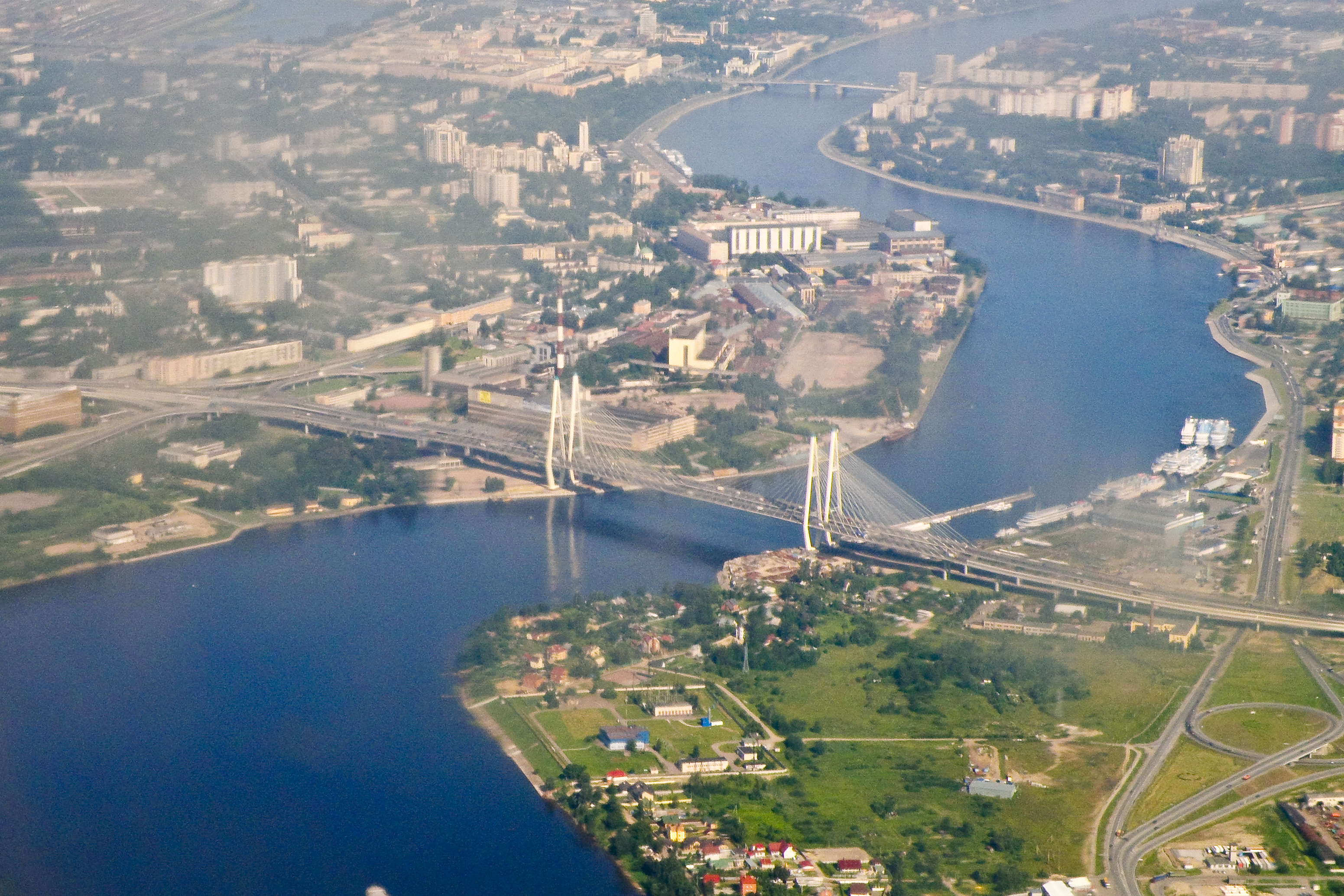
Большой Обуховский (вантовый) мост через Неву

### Экологические проблемы
В Санкт-Петербурге действуют 21 автоматическая станция мониторинга атмосферного воздуха. Выбросы в атмосферу Санкт-Петербурга в 2009 году составили 625,3 тысяч тонн, в том числе: твердых веществ — 3,9 тысяч тонн, диоксида серы — 12,5 тысяч тонн, оксида углерода — 396 тысяч тонн, оксидов азота — 135,9 тысяч тонн, углеводородов (без ЛОС) — 2,7 тысяч тонн, летучих органических соединений (ЛОС) — 74,2 тысячи тонн. Плотность выброса на душу населения 135,9 кг в год, на единицу площади 434,5 т на км². 91,9 % всех выбросов даёт транспорт. В 2009 году, по сравнению с предыдущим годом, количество выбросов увеличилось на транспорте на 1 % от стационарных источников на 9,8 %. Наибольшый уровень загрязнения диоксидом азота (до 3 ПДКмр) наблюдается в Адмиралтейском, Калининском и Красносельском районах; оксида азота (до 2,3 ПДКмр) — в Центральном и Красногвардейском районах, оксидов углерода (до 3,9 ПДКсс) — в Центральном, Приморском, Кировском и Невском районах. Кратковременные, но значительные концентраций бензола при неблагоприятных метеоусловиях наблюдаются во Фрунзенском (до 6,6 ПДКмр), Невском (до 5,5 ПДКмр), Красногвардейском (до 5,5 ПДКмр). На отдельных оживлённых перекрёстках ПДК может доходить до восьми. Такие негативные факторы, как загрязнённость воздуха автомобильными выхлопами и песчано-солевой пылью, перенаселённость, шум, ежедневные стрессы — приводят к ухудшению качества жизни в городе и ухудшению состояния здоровья петербуржцев. На онлайновой экологической карте Санкт-Петербурга можно посмотреть экологическую ситуацию на уровне отдельного жилого дома.
- Москва — 67,5 децибела.
- Тольятти — 67,2 децибела;
- Афины — 66,5 децибела;
- Париж — 61 децибел;
- Санкт-Петербург — 60 децибелов;
- Лондон — 56,5 децибела;

Санкт-Петербург занимает пятое место среди самых шумных мегаполисов мира, средний показатель шума в городе составляет 60 децибел при санитарных нормах 40 дБА в дневное время и 30 дБА ночью. Этот относительно невысокий (по сравнению с Москвой) показатель специалисты связывают с тем, что в пределах Петербурга есть довольно тихие районы: Курортный, Пушкинский, Выборгский, Кронштадтский и Колпинский. Самыми шумными районами города считаются: Адмиралтейский, Центральный, Петроградский, Фрунзенский, Кировский и Красносельский. Зоны, где уровень звука превышает норму на 10—15 децибелов, расположены рядом с главными городскими проспектами — Московским, Стачек, Лиговским, Невским, кольцевой автодорогой, железной дорогой, микрорайоны рядом с промзонами и часть юго-запада, которая примыкает к аэропорту. Микрорайоны «Ульянка», «Лигово» и «Сосновая Поляна» страдают от шума самолётов, взлетающих и садящихся в аэропорту Пулково.
Сточные воды в Петербурге начали очищаться с 1979 года. Крупнейшими канализационными очистными сооружениями Петербурга являются: Центральная станция аэрации, Северная станция аэрации, Юго-Западные очистные сооружения. В 1997 году очищалось около 74 % сточных вод, а в 2005 — уже 85 %. К концу 2008 года Петербург очищает 91,7 % сточных вод, а до конца 2011 года, с завершением строительства продолжения северной части главного канализационного коллектора будет очищать почти все 100 %. Забор воды из природных водных объектов в 2009 году составил 1267,7 миллионов м³ (96 % от предыдущего года), сброшено сточных вод 1233,3 миллионов м³ (в том числе без очистки 178,6 миллионов м³), ливневых вод 219,6 миллионов м³ (в том числе без очистки 92,4 миллионов м³). Сброс в 2009 году уменьшился на 80,1 миллионов м³ по сравнению с предыдущим годом за счет переключения выпусков в коллекторы, с последующей передачей стоков на очистные сооружения. В пределах Санкт-Петербурга Нева загрязнена промышленными стоками, в реку сливают отходы сотни промышленных предприятий. По Неве активно транспортируются нефтепродукты. В реку ежегодно попадает более 80 тысяч тонн загрязняющих веществ Вода из реки используется для водоснабжения и технических нужд. 73 % неочищенных загрязнений Санкт-Петербурга приходится на ГУП «Водоканал Санкт-Петербурга», 27 % — на промышленные предприятия. Среди последних, по официальной статистике, больше всего загрязняют реки ТЭЦ-2, «Пластполимер» и «Обуховский завод». Каждый год Петербургский Комитет по природопользованию фиксирует в акватории Невы, в среднем, более 40 разливов нефтепродуктов. В 2008 году Роспотребнадзор Петербурга не признал пригодными для купания ни один пляж на Неве.
Экологическое состояние реки Невы, Невской губы и Финского залива является неудовлетворительным. Велико аномальное развитие патогенных бактерий, загрязнение ионами ртути и меди, хлорорганическими пестицидами, фенолами, нефтепродуктами, полиароматическими углеводородами. В связи с постройкой сооружений по защите Ленинграда — Санкт-Петербурга от наводнений произошло уменьшение водообмена Невской губы с восточной частью Финского залива на 10—20 %, что дало дополнительный вклад в увеличение концентрации биогенов в Невской губе. Наибольшие изменения происходят в придамбовой зоне на расстоянии менее 5 км от неё. Свой вклад дают неудачный выбор мест выброса северных и юго-западных очистных сооружений Санкт-Петербурга, высокая загрязнённость грунтов в некоторых районах Невской губы. Беспокойство вызывает начавшееся постепенное заболачивание мелководных частей Финского залива между Санкт-Петербургом и дамбой, поскольку ослабленные дамбой осенние штормы не способны уже в достаточной степени очищать дно Невской губы от поселяющихся там высших растений. Заболачивание и связанное с этим гниение остатков растений со временем может привести к дополнительной эвтрофикации водоёма и исключению из акватории обширных участков Невской губы (на которых, к тому же, в грунтах будет захоронено значительное количество вредных соединений).
В 2009 году в ЖКХ города образовалось 8 миллионов м³ твёрдых бытовых отходов. Промышленность города является источником разнообразных отходов производства, значительная часть которых представляет серьёзную опасность для окружающей среды. Отходы I—III классов свозятся для утилизации токсичных отходов, продуктов деятельности химических, медицинских, промышленных предприятий на полигон «Красный Бор» 30 км от города в Тосненском районе Ленинградской области).

#### Особо охраняемые природные территории
В Санкт-Петербурге существуют семь особо охраняемых природных территорий: три государственных природных заказника («Юнтоловский», «Гладышевский», «Северное побережье Невской губы») и четыре памятника природы («Дудергофские высоты», «Комаровский берег», «Стрельнинский берег», «Парк Сергиевка»). Генеральным планом развития Санкт-Петербурга планируется появление ещё пяти заказников и двух памятников природы.